# هفت گناهکار (فیلم ۱۹۴۰)
هفت گناهکار (انگلیسی: Seven Sinners) فیلمی آمریکایی در سبک کمدی رمانتیک به کارگردانی تی گارنت است که در سال ۱۹۴۰ منتشر شد.

## بازیگران
- مارلنه دیتریش
- جان وین
- آلبرت دکر
- برودریک کرافورد
- میشا آور
- بیلی گیلبرت
- ساموئل اس هیندز
- اسکار هومولکا
- رجینالد دنی
- جیمز کریگ
- آنتونیو مورنو
- راسل هیکس
- تی گارنت
- نوبل جانسون
- آنا لی
- رالف سدان
- ریچارد کرله
- وینس بارنت
- ویلی فونگ
- اِلینور وَندِرویر
- جان شیهان
- فرانک هاگنی